# Romuald Roman
Romuald „Aldek” Roman (ur. 12 lipca 1949 w Nowym Sączu) – polski pisarz.
Wnuk znanego lwowskiego aktora teatralnego Władysława Romana, bratanek polskiej aktorki teatralnej i filmowej Janiny Romanównej.
Absolwent Wydziału Leśnego Uniwersytetu Rolniczego im. Hugona Kołłątaja w Krakowie w 1971 oraz Temple University w Filadelfii.
Taternik, leśnik, nauczyciel, narciarz, menedżer w EPA, gdzie był ekspertem stosowanej toksykologii przemysłowej, konsultant ONZ w Polsce i Rumunii. Współpracował przy projekcie oczyszczenia Wyspy Neville Island, która była wcześniej śmietniskiem przemysłowych zakładów Pittsburgha.
Pisze krótkie szkice literackie, opowiadania i eseje – pełne dowcipu i dystansu wspomnienia z Polski, w tym z okresu zakopiańskiego oraz osobiste wrażenia z pobytu w Stanach Zjednoczonych. Jego ostatnia książka Zakopiański dom wariatów zdobyła nagrodę czytelników w konkursie na „Najlepszą książkę na zimę 2015” w kategorii „Perły z lamusa”. Ten sam portal uznał Zakopiański dom wariatów za jedną z Najlepszych książek roku 2015.
Od 1984 do 2021 mieszkał w Filadelfii, a obecnie w Sarasota w USA. Jest ojcem Katii Roman-Trzaska oraz Mateusza i Piotra.

## Książki
- Przystanek Idaho (Wydawnictwo Trio 2000, ISBN 83-85660-66-6)
- Kierunek Filadelfia (Wydawnictwo Piktogram 2005, ISBN 978-83-89889-06-5)
- Ośrodek Zero. Tajemnica Doliny Syrokiej Wody (novaeres – Wydawnictwo Innowacyjne 2014, ISBN 978-83-7942-230-2)
- Zakopiański dom wariatów (Wydawnictwo Annapurna 2015, ISBN 978-83-6196-830-6)
- Powrót (Wydawnictwo STAPIS, Katowice 2018, ISBN 978-83-7967-067-3)
- Benjamin Franklin radzi jak żyć (Wydawnictwo Chestnut Hill Press, Filadelfia, 2022, ISBN 979-8-9857500-5-8)
- Aldek's Bestiary (Wydawnictwo Chestnut Hill Press, Filadelfia, 2022, ISBN 979-8-9857500-1-0)
- No Entry Zone (Wydawnictwo Chestnut Hill Press, Filadelfia, 2023 ISBN 979-8888550038)